# DOCK (protéine)
DOCK (pour « Dedicator of cytokinesis ») est une famille de protéines intervenant dans la signalisation cellulaire et agissant comme un facteur d'échange de guanosine diphosphate en guanosine triphosphate. 
Elles sont classées en quatre sous familles
- DOCK-A
  - DOCK1
  - DOCK2
  - Dock5
- DOCK-B
  - Dock3 (ou MOCA ou PBP)
  - Dock4
- DOCK-C ou Zir
  - Dock6 (ou Zir1)
  - Dock7 (ou Zir2)
  - Dock8 (ou Zir3)
- DOCK-D (ou Zizimin)
  - Dock9 (ou Zizimin1)
  - Dock10 (ou Zizimin3)
  - Dock11 (ou Zizimin2)